# Piłka siatkowa na Letnich Igrzyskach Olimpijskich 2016 – turniej plażowy kobiet
Turniej olimpijski w siatkówce plażowej kobiet podczas XXXI Letnich Igrzysk Olimpijskich w Rio de Janeiro odbył się w dniach od 6 do 17 sierpnia 2016 na plaży Copacabana.

## Rozgrywki
Do rywalizacji przystąpiło 24 zespołów, które zostały podzielone na sześć grup. W każdej z nich zmagania toczyły się systemem kołowym (tj. każdy z każdym, po jednym meczu). Do dalszej fazy rozgrywek awansowały dwie najlepsze drużyny z każdej z grup, dwie najlepsze drużyny spośród tych, które zajęły trzecie miejsca. Pozostałe cztery drużyny z trzecich miejsc - szczęśliwi przegrani - walczyły w barażach o pozostałe dwa miejsca w fazie pucharowej.

### Faza grupowa

#### Grupa A
| Lp. | Drużyna               | Pkt | Mecze | Mecze | Mecze | Sety | Sety | Sety  | Małe punkty | Małe punkty | Małe punkty |
| Lp. | Drużyna               | Pkt | M     | W     | P     | wyg. | prz. | ratio | zdob.       | str.        | ratio       |
| --- | --------------------- | --- | ----- | ----- | ----- | ---- | ---- | ----- | ----------- | ----------- | ----------- |
| 1   | Larissa / Talita      | 6   | 3     | 3     | 0     | 6    | 0    | MAX   | 126         | 84          | 1.500       |
| 2   | Brzostek / Kołosińska | 5   | 3     | 2     | 1     | 4    | 3    | 1.333 | 117         | 119         | 0.983       |
| 3   | Briłowa / Ukołowa     | 4   | 3     | 1     | 2     | 2    | 5    | 0.400 | 126         | 141         | 0.894       |
| 4   | Fendrick / Sweat      | 3   | 3     | 0     | 3     | 2    | 6    | 0.333 | 127         | 152         | 0.836       |

Źródło: 
Zasady ustalania kolejności: 1. liczba zdobytych punktów; 2. wyższy stosunek małych punktów; 3. wyższy stosunek setów.
Punktacja: zwycięstwo – 2 pkt; porażka – 1 pkt
| Data  | Drużyna 1             | Wynik | Drużyna 2             | Sety                |
| ----- | --------------------- | ----- | --------------------- | ------------------- |
| 07.08 | Larissa / Talita      | 2:0   | Briłowa / Ukołowa     | 21-14, 21-16        |
| 07.08 | Brzostek / Kołosińska | 2:1   | Fendrick / Sweat      | 14-21, 21-13, 15-7  |
|       |                       |       |                       |                     |
| 09.08 | Brzostek / Kołosińska | 2:0   | Briłowa / Ukołowa     | 21-19, 21-18        |
| 09.08 | Larissa / Talita      | 2:0   | Fendrick / Sweat      | 21-16, 21-13        |
|       |                       |       |                       |                     |
| 11.08 | Larissa / Talita      | 2:0   | Brzostek / Kołosińska | 21-10, 21-15        |
| 11.08 | Fendrick / Sweat      | 1:2   | Briłowa / Ukołowa     | 18-21, 26-24, 13-15 |

#### Grupa B
| Lp. | Drużyna              | Pkt | Mecze | Mecze | Mecze | Sety | Sety | Sety  | Małe punkty | Małe punkty | Małe punkty |
| Lp. | Drużyna              | Pkt | M     | W     | P     | wyg. | prz. | ratio | zdob.       | str.        | ratio       |
| --- | -------------------- | --- | ----- | ----- | ----- | ---- | ---- | ----- | ----------- | ----------- | ----------- |
| 1   | Elsa / Liliana       | 6   | 3     | 3     | 0     | 6    | 0    | MAX   | 127         | 101         | 1.257       |
| 2   | Ágatha / Bárbara     | 5   | 3     | 2     | 1     | 4    | 3    | 1.333 | 134         | 120         | 1.117       |
| 3   | Hermannová / Sluková | 4   | 3     | 1     | 2     | 3    | 5    | 0.600 | 132         | 145         | 0.910       |
| 4   | Gallay / Klug        | 3   | 3     | 0     | 3     | 1    | 6    | 0.167 | 106         | 133         | 0.797       |

Źródło: 
Zasady ustalania kolejności: 1. liczba zdobytych punktów; 2. wyższy stosunek małych punktów; 3. wyższy stosunek setów.
Punktacja: zwycięstwo – 2 pkt; porażka – 1 pkt
| Data  | Drużyna 1        | Wynik | Drużyna 2            | Sety                |
| ----- | ---------------- | ----- | -------------------- | ------------------- |
| 06.08 | Elsa / Liliana   | 2:0   | Gallay / Klug        | 21-11, 21-19        |
| 06.08 | Ágatha / Bárbara | 2:1   | Hermannová / Sluková | 19-21, 21-17, 15-11 |
|       |                  |       |                      |                     |
| 08.08 | Ágatha / Bárbara | 2:0   | Gallay / Klug        | 21-11, 21-17        |
| 08.08 | Elsa / Liliana   | 2:0   | Hermannová / Sluková | 21-15, 21-19        |
|       |                  |       |                      |                     |
| 10.08 | Ágatha / Bárbara | 0:2   | Elsa / Liliana       | 17-21, 20-22        |
| 10.08 | Gallay / Klug    | 1:2   | Hermannová / Sluková | 21-13, 19-21, 8-15  |

#### Grupa C
| Lp. | Drużyna                   | Pkt | Mecze | Mecze | Mecze | Sety | Sety | Sety  | Małe punkty | Małe punkty | Małe punkty |
| Lp. | Drużyna                   | Pkt | M     | W     | P     | wyg. | prz. | ratio | zdob.       | str.        | ratio       |
| --- | ------------------------- | --- | ----- | ----- | ----- | ---- | ---- | ----- | ----------- | ----------- | ----------- |
| 1   | Ross / Walsh-Jennings     | 6   | 3     | 3     | 0     | 6    | 1    | 6.000 | 142         | 101         | 1.406       |
| 2   | Wamg / Yue                | 5   | 3     | 2     | 1     | 4    | 3    | 1.333 | 124         | 123         | 1.008       |
| 3   | Forrer / Vergé-Dépré      | 4   | 3     | 1     | 2     | 4    | 4    | 1.000 | 165         | 171         | 0.965       |
| 4   | Artacho del Solar / Larid | 3   | 3     | 0     | 3     | 1    | 6    | 0.167 | 109         | 145         | 0.752       |

Źródło: 
Zasady ustalania kolejności: 1. liczba zdobytych punktów; 2. wyższy stosunek małych punktów; 3. wyższy stosunek setów.
Punktacja: zwycięstwo – 2 pkt; porażka – 1 pkt
| Data  | Drużyna 1             | Wynik | Drużyna 2                 | Sety                |
| ----- | --------------------- | ----- | ------------------------- | ------------------- |
| 06.08 | Forrer / Vergé-Dépré  | 1-2   | Wamg / Yue                | 22-24, 21-18, 12-15 |
| 07.08 | Ross / Walsh-Jennings | 2:0   | Artacho del Solar / Larid | 21-14, 21-13        |
|       |                       |       |                           |                     |
| 08.08 | Forrer / Vergé-Dépré  | 2:1   | Artacho del Solar / Larid | 19-21, 21-16, 21-19 |
| 09.08 | Ross / Walsh-Jennings | 2:0   | Wamg / Yue                | 21-16, 21-9         |
|       |                       |       |                           |                     |
| 10.08 | Wamg / Yue            | 2:0   | Artacho del Solar / Larid | 21-16, 21-10        |
| 10.08 | Ross / Walsh-Jennings | 2:1   | Forrer / Vergé-Dépré      | 21-13, 22-24, 15-12 |

#### Grupa D
| Lp. | Drużyna              | Pkt | Mecze | Mecze | Mecze | Sety | Sety | Sety  | Małe punkty | Małe punkty | Małe punkty |
| Lp. | Drużyna              | Pkt | M     | W     | P     | wyg. | prz. | ratio | zdob.       | str.        | ratio       |
| --- | -------------------- | --- | ----- | ----- | ----- | ---- | ---- | ----- | ----------- | ----------- | ----------- |
| 1   | Ludwig / Walkenhorst | 6   | 3     | 3     | 0     | 6    | 1    | 6.000 | 138         | 103         | 1.340       |
| 2   | Broder / Valjas      | 5   | 3     | 2     | 1     | 4    | 3    | 1.333 | 121         | 118         | 1.025       |
| 3   | Menegatti / Giombini | 4   | 3     | 1     | 2     | 4    | 4    | 1.000 | 138         | 128         | 1.078       |
| 4   | Elghobashy / Meawad  | 3   | 3     | 0     | 3     | 0    | 6    | 0.000 | 78          | 126         | 0.619       |

Źródło: 
Zasady ustalania kolejności: 1. liczba zdobytych punktów; 2. wyższy stosunek małych punktów; 3. wyższy stosunek setów.
Punktacja: zwycięstwo – 2 pkt; porażka – 1 pkt
| Data  | Drużyna 1            | Wynik | Drużyna 2            | Sety               |
| ----- | -------------------- | ----- | -------------------- | ------------------ |
| 07.08 | Ludwig / Walkenhorst | 2:0   | Elghobashy / Meawad  | 21-12, 21-15       |
| 07.08 | Menegatti / Giombini | 1:2   | Broder / Valjas      | 21-15, 18-21, 9-15 |
|       |                      |       |                      |                    |
| 09.08 | Menegatti / Giombini | 2:0   | Elghobashy / Meawad  | 21-10, 21-13       |
| 09.08 | Ludwig / Walkenhorst | 2:0   | Broder / Valjas      | 21-17, 21-11       |
|       |                      |       |                      |                    |
| 11.08 | Broder / Valjas      | 2:0   | Elghobashy / Meawad  | 21-12, 21-16       |
| 11.08 | Ludwig / Walkenhorst | 2:1   | Menegatti / Giombini | 21-18, 18-21, 15-8 |

#### Grupa E
| Lp. | Drużyna                    | Pkt | Mecze | Mecze | Mecze | Sety | Sety | Sety  | Małe punkty | Małe punkty | Małe punkty |
| Lp. | Drużyna                    | Pkt | M     | W     | P     | wyg. | prz. | ratio | zdob.       | str.        | ratio       |
| --- | -------------------------- | --- | ----- | ----- | ----- | ---- | ---- | ----- | ----------- | ----------- | ----------- |
| 1   | Bansley / Pavan            | 6   | 3     | 3     | 0     | 6    | 0    | MAX   | 126         | 102         | 1.235       |
| 2   | Heidrich / Zumkehr         | 5   | 3     | 2     | 1     | 4    | 3    | 1.333 | 131         | 110         | 1.191       |
| 3   | Borger / Büthe             | 4   | 3     | 1     | 2     | 2    | 4    | 0.500 | 104         | 117         | 0.889       |
| 4   | van der Vlist / van Gestel | 3   | 3     | 0     | 3     | 1    | 6    | 0.167 | 105         | 137         | 0.766       |

Źródło: 
Zasady ustalania kolejności: 1. liczba zdobytych punktów; 2. wyższy stosunek małych punktów; 3. wyższy stosunek setów.
Punktacja: zwycięstwo – 2 pkt; porażka – 1 pkt
| Data  | Drużyna 1          | Wynik | Drużyna 2                  | Sety               |
| ----- | ------------------ | ----- | -------------------------- | ------------------ |
| 07.08 | Bansley / Pavan    | 2:0   | van der Vlist / van Gestel | 21-15, 21-17       |
| 07.08 | Borger / Büthe     | 0:2   | Heidrich / Zumkehr         | 12-21, 16-21       |
|       |                    |       |                            |                    |
| 09.08 | Borger / Büthe     | 2:0   | van der Vlist / van Gestel | 21-19, 21-14       |
| 09.08 | Bansley / Pavan    | 2:0   | Heidrich / Zumkehr         | 21-18, 21-18       |
|       |                    |       |                            |                    |
| 11.08 | Heidrich / Zumkehr | 2:1   | van der Vlist / van Gestel | 17-21, 21-11, 15-8 |
| 11.08 | Bansley / Pavan    | 2:0   | Borger / Büthe             | 21-19, 21-15       |

#### Grupa F
| Lp. | Drużyna                | Pkt | Mecze | Mecze | Mecze | Sety | Sety | Sety  | Małe punkty | Małe punkty | Małe punkty |
| Lp. | Drużyna                | Pkt | M     | W     | P     | wyg. | prz. | ratio | zdob.       | str.        | ratio       |
| --- | ---------------------- | --- | ----- | ----- | ----- | ---- | ---- | ----- | ----------- | ----------- | ----------- |
| 1   | Bawden / Clancy        | 6   | 3     | 3     | 0     | 6    | 1    | 6.000 | 145         | 102         | 1.422       |
| 2   | Meppelink / van Iersel | 5   | 3     | 2     | 1     | 5    | 2    | 2.500 | 144         | 121         | 1.190       |
| 3   | Agudo / Pazo           | 4   | 3     | 1     | 2     | 2    | 4    | 0.500 | 93          | 119         | 0.782       |
| 4   | Alfaro / Cope          | 3   | 3     | 0     | 3     | 0    | 6    | 0.000 | 96          | 126         | 0.762       |

Źródło: 
Zasady ustalania kolejności: 1. liczba zdobytych punktów; 2. wyższy stosunek małych punktów; 3. wyższy stosunek setów.
Punktacja: zwycięstwo – 2 pkt; porażka – 1 pkt
| Data  | Drużyna 1              | Wynik | Drużyna 2       | Sety                |
| ----- | ---------------------- | ----- | --------------- | ------------------- |
| 06.08 | Bawden / Clancy        | 2:0   | Alfaro / Cope   | 21-15, 21-14        |
| 06.08 | Meppelink / van Iersel | 2:0   | Agudo / Pazo    | 21-17, 21-11        |
|       |                        |       |                 |                     |
| 08.08 | Meppelink / van Iersel | 2:0   | Alfaro / Cope   | 21-16, 21-16        |
| 08.08 | Bawden / Clancy        | 2:0   | Agudo / Pazo    | 21-9, 21-14         |
|       |                        |       |                 |                     |
| 10.08 | Meppelink / van Iersel | 1:2   | Bawden / Clancy | 25-27, 21-18, 14-16 |
| 10.08 | Alfaro / Cope          | 0:2   | Agudo / Pazo    | 16-21, 19-21        |

#### Zespoły z miejsc trzecich
| Lp. | Drużyna              | Pkt | Mecze | Mecze | Mecze | Sety | Sety | Sety  | Małe punkty | Małe punkty | Małe punkty |
| Lp. | Drużyna              | Pkt | M     | W     | P     | wyg. | prz. | ratio | zdob.       | str.        | ratio       |
| --- | -------------------- | --- | ----- | ----- | ----- | ---- | ---- | ----- | ----------- | ----------- | ----------- |
| 1   | Menegatti / Giombini | 4   | 3     | 1     | 2     | 4    | 4    | 1.000 | 138         | 128         | 1.078       |
| 2   | Forrer / Vergé-Dépré | 4   | 3     | 1     | 2     | 4    | 4    | 1.000 | 165         | 171         | 0.965       |
| 3   | Hermannová / Sluková | 4   | 3     | 1     | 2     | 3    | 5    | 0.600 | 132         | 145         | 0.910       |
| 4   | Borger / Büthe       | 4   | 3     | 1     | 2     | 2    | 4    | 0.500 | 104         | 117         | 0.889       |
| 5   | Agudo / Pazo         | 4   | 3     | 1     | 2     | 2    | 4    | 0.500 | 93          | 119         | 0.782       |
| 6   | Briłowa / Ukołowa    | 4   | 3     | 1     | 2     | 2    | 5    | 0.400 | 126         | 141         | 0.894       |

#### Play-off szczęśliwych przegranych
| Data  | Drużyna 1            | Wynik | Drużyna 2         | Sety                |
| ----- | -------------------- | ----- | ----------------- | ------------------- |
| 12.08 | Hermannová / Sluková | 1:2   | Briłowa / Ukołowa | 19-21, 21-12, 10-15 |
| 12.08 | Borger / Büthe       | 2:0   | Agudo / Pazo      | 21-13, 21-8         |

### Faza pucharowa
|  |                        |                        |                      |                      |             |                       |                       |                   |                       |                       |             |             |             |  |  |       |       |       |
|  | 1/8 finału             | 1/8 finału             | 1/8 finału           |                      |             | Ćwierćfinały          | Ćwierćfinały          | Ćwierćfinały      |                       |                       | Półfinały   | Półfinały   | Półfinały   |  |  | Finał | Finał | Finał |
|  | 1/8 finału             | 1/8 finału             | 1/8 finału           |                      |             | Ćwierćfinały          | Ćwierćfinały          | Ćwierćfinały      |                       |                       | Półfinały   | Półfinały   | Półfinały   |  |  | Finał | Finał | Finał |
|  | 12 sierpnia            |                        |                      |                      |             |                       |                       |                   |                       |                       |             |             |             |  |  |       |       |       |
|  |                        |                        |                      |                      |             |                       |                       |                   |                       |                       |             |             |             |  |  |       |       |       |
|  | Larissa / Talita       | Larissa / Talita       | 2                    |                      |             |                       |                       |                   |                       |                       |             |             |             |  |  |       |       |       |
|  | Larissa / Talita       | Larissa / Talita       | 2                    | 14 sierpnia          |             |                       |                       |                   |                       |                       |             |             |             |  |  |       |       |       |
|  | Borger / Büthe         | Borger / Büthe         | 0                    |                      |             |                       |                       |                   |                       |                       |             |             |             |  |  |       |       |       |
|  | Borger / Büthe         | Borger / Büthe         | 0                    |                      |             | Larissa / Talita      | Larissa / Talita      | 2                 |                       |                       |             |             |             |  |  |       |       |       |
|  | 13 sierpnia            |                        |                      |                      |             | Larissa / Talita      | Larissa / Talita      | 2                 |                       |                       |             |             |             |  |  |       |       |       |
|  |                        |                        | Heidrich / Zumkehr   | Heidrich / Zumkehr   | 1           |                       |                       |                   |                       |                       |             |             |             |  |  |       |       |       |
|  | Meppelink / van Iersel | Meppelink / van Iersel | Heidrich / Zumkehr   | Heidrich / Zumkehr   | 1           | 1                     |                       |                   |                       |                       |             |             |             |  |  |       |       |       |
|  | Meppelink / van Iersel | Meppelink / van Iersel |                      |                      |             | 1                     | 16 sierpnia           |                   |                       |                       |             |             |             |  |  |       |       |       |
|  | Heidrich / Zumkehr     | Heidrich / Zumkehr     | 2                    |                      |             |                       |                       |                   |                       |                       |             |             |             |  |  |       |       |       |
|  | Heidrich / Zumkehr     | Heidrich / Zumkehr     | 2                    |                      |             | Larissa / Talita      | Larissa / Talita      | 0                 |                       |                       |             |             |             |  |  |       |       |       |
|  | 13 sierpnia            |                        |                      |                      |             | Larissa / Talita      | Larissa / Talita      | 0                 |                       |                       |             |             |             |  |  |       |       |       |
|  |                        |                        | Ludwig / Walkenhorst | Ludwig / Walkenhorst | 2           |                       |                       |                   |                       |                       |             |             |             |  |  |       |       |       |
|  | Bansley / Pavan        | Bansley / Pavan        | Ludwig / Walkenhorst | Ludwig / Walkenhorst | 2           | 2                     |                       |                   |                       |                       |             |             |             |  |  |       |       |       |
|  | Bansley / Pavan        | Bansley / Pavan        | 14 sierpnia          |                      |             | 2                     |                       |                   |                       |                       |             |             |             |  |  |       |       |       |
|  | Broder / Valjas        | Broder / Valjas        | 0                    |                      |             |                       |                       |                   |                       |                       |             |             |             |  |  |       |       |       |
|  | Broder / Valjas        | Broder / Valjas        | 0                    |                      |             | Bansley / Pavan       | Bansley / Pavan       | 0                 |                       |                       |             |             |             |  |  |       |       |       |
|  | 13 sierpnia            |                        |                      |                      |             | Bansley / Pavan       | Bansley / Pavan       | 0                 |                       |                       |             |             |             |  |  |       |       |       |
|  |                        |                        | Ludwig / Walkenhorst | Ludwig / Walkenhorst | 2           |                       |                       |                   |                       |                       |             |             |             |  |  |       |       |       |
|  | Forrer / Vergé-Dépré   | Forrer / Vergé-Dépré   | Ludwig / Walkenhorst | Ludwig / Walkenhorst | 2           | 0                     |                       |                   |                       |                       |             |             |             |  |  |       |       |       |
|  | Forrer / Vergé-Dépré   | Forrer / Vergé-Dépré   |                      |                      |             | 0                     | 17 sierpnia           |                   |                       |                       |             |             |             |  |  |       |       |       |
|  | Ludwig / Walkenhorst   | Ludwig / Walkenhorst   | 2                    |                      |             |                       |                       |                   |                       |                       |             |             |             |  |  |       |       |       |
|  | Ludwig / Walkenhorst   | Ludwig / Walkenhorst   | 2                    |                      |             | Larissa / Talita      | Larissa / Talita      | 1                 |                       |                       |             |             |             |  |  |       |       |       |
|  | 12 sierpnia            |                        |                      |                      |             | Larissa / Talita      | Larissa / Talita      | 1                 |                       |                       |             |             |             |  |  |       |       |       |
|  |                        |                        | Ludwig / Walkenhorst | Ludwig / Walkenhorst | 2           |                       |                       |                   |                       |                       |             |             |             |  |  |       |       |       |
|  | Ross / Walsh-Jennings  | Ross / Walsh-Jennings  | Ludwig / Walkenhorst | Ludwig / Walkenhorst | 2           | 2                     |                       |                   |                       |                       |             |             |             |  |  |       |       |       |
|  | Ross / Walsh-Jennings  | Ross / Walsh-Jennings  | 14 sierpnia          |                      |             | 2                     |                       |                   |                       |                       |             |             |             |  |  |       |       |       |
|  | Menegatti / Giombini   | Menegatti / Giombini   | 0                    |                      |             |                       |                       |                   |                       |                       |             |             |             |  |  |       |       |       |
|  | Menegatti / Giombini   | Menegatti / Giombini   | 0                    |                      |             | Ross / Walsh-Jennings | Ross / Walsh-Jennings | 2                 |                       |                       |             |             |             |  |  |       |       |       |
|  | 13 sierpnia            |                        |                      |                      |             | Ross / Walsh-Jennings | Ross / Walsh-Jennings | 2                 |                       |                       |             |             |             |  |  |       |       |       |
|  |                        |                        | Bawden / Clancy      | Bawden / Clancy      | 0           |                       |                       |                   |                       |                       |             |             |             |  |  |       |       |       |
|  | Brzostek / Kołosińska  | Brzostek / Kołosińska  | Bawden / Clancy      | Bawden / Clancy      | 0           | 1                     |                       |                   |                       |                       |             |             |             |  |  |       |       |       |
|  | Brzostek / Kołosińska  | Brzostek / Kołosińska  |                      |                      |             | 1                     | 16 sierpnia           |                   |                       |                       |             |             |             |  |  |       |       |       |
|  | Bawden / Clancy        | Bawden / Clancy        | 2                    |                      |             |                       |                       |                   |                       |                       |             |             |             |  |  |       |       |       |
|  | Bawden / Clancy        | Bawden / Clancy        | 2                    |                      |             | Ross / Walsh-Jennings | Ross / Walsh-Jennings | 0                 |                       |                       |             |             |             |  |  |       |       |       |
|  | 12 sierpnia            |                        |                      |                      |             | Ross / Walsh-Jennings | Ross / Walsh-Jennings | 0                 |                       |                       |             |             |             |  |  |       |       |       |
|  |                        |                        | Ágatha / Bárbara     | Ágatha / Bárbara     | 2           |                       |                       | Mecz o 3. miejsce | Mecz o 3. miejsce     | Mecz o 3. miejsce     |             |             |             |  |  |       |       |       |
|  | Wamg / Yue             | Wamg / Yue             | Ágatha / Bárbara     | Ágatha / Bárbara     | 2           | 0                     |                       |                   |                       | Mecz o 3. miejsce     |             |             |             |  |  |       |       |       |
|  | Wamg / Yue             | Wamg / Yue             |                      |                      | 14 sierpnia | 14 sierpnia           | 14 sierpnia           |                   |                       |                       | 17 sierpnia | 17 sierpnia | 17 sierpnia |  |  |       |       |       |
|  | Ágatha / Bárbara       | Ágatha / Bárbara       | 2                    |                      | 14 sierpnia | 14 sierpnia           | 14 sierpnia           |                   |                       |                       | 17 sierpnia | 17 sierpnia | 17 sierpnia |  |  |       |       |       |
|  | Ágatha / Bárbara       | Ágatha / Bárbara       | 2                    |                      |             | Ágatha / Bárbara      | Ágatha / Bárbara      | 2                 | Ross / Walsh-Jennings | Ross / Walsh-Jennings | 2           |             |             |  |  |       |       |       |
|  | 12 sierpnia            |                        |                      |                      |             | Ágatha / Bárbara      | Ágatha / Bárbara      | 2                 | Ross / Walsh-Jennings | Ross / Walsh-Jennings | 2           |             |             |  |  |       |       |       |
|  |                        |                        | Briłowa / Ukołowa    | Briłowa / Ukołowa    | 0           |                       |                       | Ágatha / Bárbara  | Ágatha / Bárbara      | 0                     |             |             |             |  |  |       |       |       |
|  | Briłowa / Ukołowa      | Briłowa / Ukołowa      | Briłowa / Ukołowa    | Briłowa / Ukołowa    | 0           | 2                     |                       | Ágatha / Bárbara  | Ágatha / Bárbara      | 0                     |             |             |             |  |  |       |       |       |
|  | Briłowa / Ukołowa      | Briłowa / Ukołowa      |                      |                      |             |                       |                       |                   |                       |                       |             |             |             |  |  |       |       |       |
|  | Elsa / Liliana         | Elsa / Liliana         | 0                    |                      |             |                       |                       |                   |                       |                       |             |             |             |  |  |       |       |       |
|  | Elsa / Liliana         | Elsa / Liliana         | 0                    |                      |             |                       |                       |                   |                       |                       |             |             |             |  |  |       |       |       |

#### 1/8 finału
| Data  | Drużyna 1              | Wynik | Drużyna 2            | Sety                |
| ----- | ---------------------- | ----- | -------------------- | ------------------- |
| 12.08 | Wamg / Yue             | 0:2   | Ágatha / Bárbara     | 12-21, 16-21        |
| 12.08 | Larissa / Talita       | 2:0   | Borger / Büthe       | 21-17, 21-19        |
| 12.08 | Briłowa / Ukołowa      | 2:0   | Elsa / Liliana       | 23-21, 24-22        |
| 12.08 | Ross / Walsh-Jennings  | 2:0   | Menegatti / Giombini | 21-10, 21-16        |
| 13.08 | Bansley / Pavan        | 2:0   | Broder / Valjas      | 21-16,21-11         |
| 13.08 | Forrer / Vergé-Dépré   | 0:2   | Ludwig / Walkenhorst | 19-21, 10-21        |
| 13.08 | Meppelink / van Iersel | 1:2   | Heidrich / Zumkehr   | 21-19, 13-21, 10-15 |
| 13.08 | Brzostek / Kołosińska  | 1:2   | Bawden / Clancy      | 21-15, 16-21, 11-15 |

#### Ćwierćfinały
| Data  | Drużyna 1             | Wynik | Drużyna 2            | Sety                |
| ----- | --------------------- | ----- | -------------------- | ------------------- |
| 14.08 | Bansley / Pavan       | 0:2   | Ludwig / Walkenhorst | 14-21, 14-21        |
| 14.08 | Larissa / Talita      | 2:1   | Heidrich / Zumkehr   | 21-23, 27-25, 15-13 |
| 14.08 | Ágatha / Bárbara      | 2:0   | Briłowa / Ukołowa    | 23-21, 21-16        |
| 14.08 | Ross / Walsh-Jennings | 2:0   | Bawden / Clancy      | 21-14, 21-16        |

#### Półfinały
| Data  | Drużyna 1             | Wynik | Drużyna 2            | Sety         |
| ----- | --------------------- | ----- | -------------------- | ------------ |
| 16.08 | Larissa / Talita      | 0:2   | Ludwig / Walkenhorst | 18-21, 12-21 |
| 16.08 | Ross / Walsh-Jennings | 0:2   | Ágatha / Bárbara     | 20-22, 18-21 |

#### Mecz o 3. miejsce
| Data  | Drużyna 1        | Wynik | Drużyna 2             | Sety               |
| ----- | ---------------- | ----- | --------------------- | ------------------ |
| 17.08 | Larissa / Talita | 1:2   | Ross / Walsh-Jennings | 21-17, 17-21, 9-15 |

#### Finał
| Data  | Drużyna 1            | Wynik | Drużyna 2        | Sety         |
| ----- | -------------------- | ----- | ---------------- | ------------ |
| 17.08 | Ludwig / Walkenhorst | 2:0   | Ágatha / Bárbara | 21-18, 21-14 |

## Klasyfikacja końcowa
| pozycja | Drużyna                    |
| ------- | -------------------------- |
| złoto   | Ludwig / Walkenhorst       |
| srebro  | Ágatha / Bárbara           |
| brąz    | Ross / Walsh-Jennings      |
| 4.      | Larissa / Talita           |
| 5.      | Bansley / Pavan            |
| 5.      | Bawden / Clancy            |
| 5.      | Heidrich / Zumkehr         |
| 5.      | Briłowa / Ukołowa          |
| 9.      | Meppelink / van Iersel     |
| 9.      | Borger / Büthe             |
| 9.      | Menegatti / Giombini       |
| 9.      | Forrer / Vergé-Dépré       |
| 9.      | Elsa / Liliana             |
| 9.      | Brzostek / Kołosińska      |
| 9.      | Wamg / Yue                 |
| 9.      | Broder / Valjas            |
| 17.     | Agudo / Pazo               |
| 17.     | Hermannová / Sluková       |
| 19.     | Fendrick / Sweat           |
| 19.     | Gallay / Klug              |
| 19.     | Alfaro / Cope              |
| 19.     | van der Vlist / van Gestel |
| 19.     | Elghobashy / Meawad        |
| 19.     | Artacho del Solar / Larid  |